# Adolf Schwarz
Pour les articles homonymes, voir Schwarz.
Adolf Schwarz, né le 21 octobre 1836 à Gálszécs en Hongrie (aujourd'hui Sečovce en Slovaquie), mort le 25 octobre 1910 à Vienne) était un champion d'échecs austro-hongrois.
Commerçant, il vivait à Vienne depuis 1872 et était considéré comme un des meilleurs joueurs d'échecs d'Autriche.
Ses plus grands succès furent une deuxième place à Francfort-sur-le-Main en 1878 (derrière Paulsen), une troisième place au congrès d'échecs de Leipzig en 1879, une première place à Wiesbaden en 1880 (ex æquo avec Blackburne et Englisch) ainsi qu'une première place à Graz en 1880.
Il disputa aussi plusieurs matches. C'est ainsi qu'il gagna en 1878 contre Minckwitz (+3,-2, =4), en 1880 contre Winawer 3:1 et 1897 contre Albin 2:1 (+2,-1, =0). En 1879 il perdit contre Paulsen avec 2:5.
Son meilleur classement donné par le site chessmetrics a été estimé à 2 657 en mai 1882, ce qui faisait de lui le numéro trois mondial.